# Prison of the Abject
Prison of the Abject, es el segundo episodio de la primera temporada de la serie Emerald City emitido por la NBC el 6 de enero de 2017.

## Sinopsis
Dorothy Gale, "Toto" y Lucas continúan su viaje hacia Ciudad Esmeralda, en el camino se encontrarán con Mombi, una bruja con un joven y un secreto.

## Historia
Dorothy, Lucas y Toto siguen su camino hacia Ciudad Esmeralda, cuando Dorothy le pregunta a Lucas si recuerda o reconoce algo que le haga sentir, le dice que sí hay algo: ella. Mientras avanzan Lucas se da cuenta de que está herido pero no le dice nada a Dorothy.
Cuando una de los miembros del consejo le dice al Mago que aunque haya prohibido la magia de las brujas el pueblo aún las quería, decide crear un plan para que todos las "conozcan" como realmente son e invita a Glinda para que abra su templo sagrado. También le pide que abra la "Prisión de los Deplorados" de la Bruja del Este, pero Glinda le dice que no puede ya que cada bruja tiene sus propios hechizos y con su muerte y sin un aprendiz, sería imposible. 
Mientras tanto cuando Glinda llega a Oz, la gente la sigue, y cuando se reencuentra con la bruja del Oeste después de 20 años de no verse le recuerda que debe de saber bien la lengua para el ritual. Por otro lado Eamonn y otros guardias del Mago buscan a la Dorothy, después de seguirlo y no encontrar nada, deciden que deben de ir al sur, matar a Dorothy y llevarle su cabeza al Mago para que sean felicitados, sin embargo cuando se dan cuenta de que Eamonn no va a dejarlos irse Dorian les dice que deben de matarlo y cortarlo en pedazos para que parezca que fueron los leones; sin embargo Eamonn lo mata antes y cuando lo confrontan los otros guardias, él les dice que fueron los leones.
Cuando Lucas se desploma, buscan ayuda y llegan a una aldea donde vive Mombi, una boticaria a la que no le gustan las visitas. Mombi prepara una poción que le da a Tip, un joven niño al que mantiene encerrado en su cuarto. Cuando sale a comprar la comida, Tip le pide a su amigo Jack que lo saque pero no puede. Cuando Dorothy se encuentra con Mombi le ayuda pero se niega, sin embargo cuando ve que Lucas tiene una espada de los guardias del mago se disculpa y los invita a pasar a su casa.
Mombi le pregunta a Dorothy si es una bruja y ella le dice que no y cuando le pregunta a Lucas cuánto tiempo lleva en la guardia del Mago, él le dice que no sabe, sin embargo no les cree y los llama mentirosos, Dorothy le dice que era verdad y que cuando había encontrado a Lucas en Nimbo estaba casi muerto, por lo que Mombi les cuenta como había visto que los guardias del Mago quemaran y torturaron a la gente.
Cuando el Mago finalmente abre el tempo les dice a las brujas que ha invitado al público al funeral de la bruja del Este para que vean la ceremonia, la cual ha escuchado es un gran show y cuando se va, Glinda le dice a su hermana que el Mago sólo quiere avergonzarlas. 
A la mañana siguiente Dorothy escucha a Toto golpeando una de las puertas de la casa de Mombi y cuando se acerca Tip le pasa una nota pidiéndole "Ayuda", mientras tanto Mombi envenena el agua de Lucas. Cuando Dorothy baja y la confronta, ella le dice que sólo es un niño con tendencia a la histeria y que lo tiene ahí únicamente para protegerlo de todo el mal. 
Durante el funeral Glinda y Este comienzan la ceremonia, sin embargo Oeste se separa y continua el ritual absorbiendo los hechizos de su hermana, Glinda se preocupa al darse cuenta de que el Mago las hizo quedar mal frente al público quien ahora les tienen miedo, después de la ceremonia Glinda saca  los hechizos de su hermana que había absorbido Oeste.
Cuando Lucas comienza a convulsionar, Dorothy se da cuenta de que Mombi había envenenado el agua que estaba tomando y busca carbón para absorber el veneno, después de salvar a Lucas y molesta por lo sucedido, decide salir de ahí y rescatar a Tip con la ayuda de Jack. Mientras Jack, Tip y Toto logran escapar, Dorothy y Lucas son atacados por Mambi, pero Lucas logra salvar a Dorothy luego de golpear varias veces a Mambi, sin embargo sus acciones asustan a Dorothy. Finalmente cuando Lucas se ve por primera vez, es con sangre en el rostro. 
Durante una confrontación entre el Mago y Glinda, este le recuerda que la bruja conocida como Madre Sur estaba muerta y que no habría más nacimientos en Oz, por lo que no entendía cómo podría considerarlo su amigo, sin embargo Glina le recuerda que él había salvado a Oz cuando la magia no pudo y  cuando le había pedido su ayuda para escoger a su consejo ella se la había dado, pero ahora se daba cuenta de sus verdaderas intenciones: lograr que el pueblo les temiera a las brujas.
Finalmente Jack y Tip descansan en el bosque, pero a la mañana siguiente Jack descubre que Tip ha desaparecido y cuando encuentra a un joven y lo sigue para que le devuelva el abrigo de Tip, este le dice que es él y cuando sale de su escondite se dan cuenta de que Tip es en realidad una mujer.

## Personajes

### Personajes principales
| Actor                | Personaje                        | Ocupación        | Título                                |
| -------------------- | -------------------------------- | ---------------- | ------------------------------------- |
| Adria Arjona         | Dorothy Gale                     | Enfermera        | -                                     |
| Oliver Jackson-Cohen | Lucas / El Espantapájaros        | -                | -                                     |
| Vincent D'Onofrio    | El Mago de Oz                    | -                | -                                     |
| Joely Richardson     | Glinda, La Bruja Buena del Norte | Bruja            | "Madre de los Sonidos y lo Puro"      |
| Ana Ularu            | Bruja Malvada del Oeste          | Bruja            | "Portadora de la Verdad y el Sosiego" |
| Gerran Howell        | Jack                             | -                | -                                     |
| Jordan Loughran      | Tippetarius "Tip"                | -                | -                                     |
| Mido Hamada          | Eamonn                           | Guardia del Mago | -                                     |

### Personajes secundarios
| Actor                 | Personaje           | Ocupación                 | Título                    |
| --------------------- | ------------------- | ------------------------- | ------------------------- |
| Florence Kasumba      | Bruja Mala del Este | Bruja                     | "La más Piadosa y Severa" |
| Fiona Shaw            | Mombi               | Bruja                     | -                         |
| -                     | Toto                | Perro policía             | -                         |
| Ólafur Darri Ólafsson | Ojo                 | -                         | -                         |
| Suan-Li Ong           | Isabel              | Miembro del Consejo de Oz | -                         |
| Isabel Lucas          | Anna                | Miembro del Consejo de Oz | -                         |
| Roxy Sternberg        | Elizabeth           | Miembro del Consejo de Oz | -                         |
| Andrew Brooke         | Dorian              | Guardia del Mago de Oz    | -                         |